# Perkeo
Perkeo, pseudonimo di Giovanni Clementi, noto anche come Clemens Pankert o Clementel (Salorno, 1702 – 1735), è stato un giullare nano austriaco.

## Biografia
Perkeo, che era di fatto un nano, nacque nel 1702 a Salorno, a quel tempo nell'Austria asburgica. Durante la sua giovinezza, si guadagnò da vivere come fabottoni, fin quando nel 1720 incontrò il Principe Elettore Carlo III Filippo del Palatinato. Questi, incuriosito dalla figura di questo nano, e probabilmente dai suoi modi buffi, lo ingaggiò come Giullare di Corte presso la capitale del Palatinato, Heidelberg. Qui nacque il suo soprannome "Perkeo", perché, alla domanda se volesse ancora un bicchiere di vino, era solito, ogni volta, rispondere "Perché no?".
Col passare degli anni fu investito della carica di custode della grande botte del castello di Heidelberg, botte che è ancora oggi ammirabile. All'epoca era la botte più grande del mondo, la quale poteva contenere fino 230 tonnellate di vino.
Perkeo era solito bere sempre vino, in particolare Vernatsch schiava e la leggenda vuole che ne bevesse dai 20 ai 30 litri al giorno, quantità giustificata dalla malattia che lo affliggeva, il diabete insipido. Ammalatosi gravemente, sempre secondo la leggenda, un dottore gli ordinò di bere un bicchiere d'acqua, cosa che non aveva mai fatto in tutta la vita. L'obbedienza a quest'ordine lo portò, infatti, alla morte.